# Nicole Kozlova
Nicole Kozlova, ukr. Ніколь Дмитрівна Козлова (ur. 8 lipca 2000 w Toronto, Kanada) – ukraińska piłkarka, grająca na pozycji napastnika w klubie Worskła Połtawa, reprezentantka Ukrainy.

## Kariera piłkarska

### Kariera klubowa
Kozlova urodziła się w Toronto w Ontario w rodzinie ukraińskich emigrantów. Zaczęła grać w piłkę nożną w wieku pięciu lat w USC Academy. Potem występowała w juniorskich drużynach Ontario REX, Toronto Skillz FC i Scarborough GS United. Podczas studiów w Virginia Tech broniła barw studenckiej drużyny Virginia Tech Hokies. W 2016 rozpoczęła zawodową karierę klubową w seniorskiej drużynie Aurora United FC, skąd w następnym roku przeniosła się do Woodbridge Strikers. W latach 2018–2019 występowała w DeRo United FC. W styczniu 2022 dołączyła do duńskiego klubu HB Køge. Następnie zawodniczka postanowiła wrócić do ojczyzny rodziców, podpisując w lipcu 2023 kontrakt z ukraińskim klubem Worskła Połtawa.

### Kariera reprezentacyjna
12 czerwca 2019 roku zadebiutowała w seniorskiej kadrze narodowej w zremisowanym 1:1 meczu towarzyskim z Białorusinkami. Wcześniej broniła barw juniorskiej reprezentacji U-17 i U-19.

## Sukcesy i odznaczenia

### Sukcesy klubowe
Scarborough GS United
- zdobywca Ontario Cups: 2015, 2016
- brązowy medalista Jubilee Trophy: 2015, 2016

HB Køge
- mistrz Danii: 2021/22, 2022/23

Worskła Połtawa
- mistrz Ukrainy: 2023/24
- zdobywca Pucharu Ukrainy: 2023/24